# Cyrba bidentata
Cyrba bidentata là một loài nhện trong họ Salticidae.
Loài này thuộc chi Cyrba. Cyrba bidentata được Embrik Strand miêu tả năm 1906.